# Adopt Me!
Adopt Me! är ett MMO-spel utvecklat av Uplift Games på spel- och spelutvecklingsplattformen Roblox. Spelets ursprungliga fokus var ett rollspel där spelare låtsades vara antingen en förälder som adopterade ett barn, eller ett barn som adopterades, men allt eftersom spelet utvecklades flyttades fokus mot att handla om att adoptera och ta hand om en mängd olika olika virtuella husdjur, som kan bytas med andra spelare. Adopt Me! har spelats nästan 27 miljarder gånger i januari 2022. Uplift Games, utvecklaren bakom spelet, har ungefär 40 anställda och tjänar 50 miljoner dollar per år, mestadels från mikrotransaktioner. Spelet hade samtidigt i genomsnitt 500 000 spelare i januari 2021, vilket gör spelet till ett av de mest populära och framgångsrika spelen på Roblox. Den 11 januari 2022 har spelet fått över 5 miljoner gilla-markeringar och över 27 miljarder besök.

## Spel
Adopt Me! kretsar kring att adoptera och ta hand om en mängd olika typer av husdjur, som kläcks från ägg. Vissa husdjur kan endast köpas med Roblox virtuella valuta, Robux. Husdjur är grupperade i 5 klasser, baserat på sällsynthet och kostnad. Dessa grupper är "common", "uncommon", "rare", "ultra-rare" och "legendary". När de väl kläckts växer husdjuren från sin startstatus som "newborn", då de växer upp till "juniors", "pre-teens", "teens", och efter de blir de så småningom "full-grown". Om en spelare har fyra fullvuxna husdjur av samma typ, kan de kombinera dem till ett "neon"-husdjur, och fyra fullvuxna "neon"-husdjur kan kombineras till ett "mega-neon"-husdjur. Köp inom spelet underlättas både av Robux, och genom Adopt Me!s virtuella valuta, kallad "Bucks". Pengar kan tjänas genom att uppfylla ett husdjurs behov, som att äta och dricka, bland andra metoder. Spelare kan också adoptera barn och rollspela med andra användare.

## Historia
Före 2018, hade Adopt Me! enbart handlat om att adoptera barn, som många andra tidigare Roblox-spel med samma koncept. Ursprungligen var spelet ett samarbete mellan två Roblox-användare som går under användarnamnen "Bethink" och "NewFissy". Spelet lade till funktionen med adopterbara husdjur sommaren 2019, vilket fick spelet att snabbt öka i popularitet. Adopt Me! hade spelats drygt tre miljarder gånger i december 2019. Den 1 april 2020, fick Adopt Me! en uppdatering som inkluderade en "pet rock", som var tillgänglig under en begränsad tid. Den här uppdateringen fick spelet att uppnå 680 000 aktiva spelare samtidigt, vilket fick uppmärksamhet eftersom det var tre gånger så mycket som Steam-spelet med flest samtidiga spelare vid den tiden, Mount & Blade II: Bannerlord.  I juli 2020 hade spelet spelats uppåt tio miljarder gånger. I mars 2021, hade Adopt Me! cirka haft 20 miljarder besök.

### Reklamevenemang
Den 4 maj 2020 samarbetade Uplift Games och DreamCraft med Warner Bros. Pictures och Warner Animation Group för att marknadsföra den CGI-animerade filmen Scoob!. Som en del av evenemanget togs Scooby-Doo (som en valp) in i spelet som ett tillfälligt husdjur. Spelare kunde även köra runt i Mystery Machine (också tidsbegränsad) och utföra en uppgift där de kunde hjälpa till att hitta Scooby-Doos saknade halsband i utbyte mot tre husdjurstillbehör med detektivtema. Husdjuret, fordonet och halsbandet togs senare bort från spelet efter att evenemanget avslutats. Ett år senare, den 18 november 2021, samarbetade de med Universal Pictures and Illumination för att marknadsföra den CGI-animerade filmen Sing 2. Genom evenemanget kunde spelarna prata med Buster Moon bredvid en scen för att slutföra uppgiften att hitta olika bitar på kartan i utbyte mot en "Galaxy Explorer"-hjälm för husdjurstillbehör. Buster Moon NPC:n, scenen och bitar togs senare bort från spelet efter att evenemanget avslutats.

## Spelare
Det högsta antalet samtidiga spelare Adopt Me! har uppnått är 1,92 miljoner. Ungefär en tredjedel av Roblox-spelarna på Xbox One spelar Adopt Me!. På grund av förekomsten av mikrotransaktioner i spelet och att måldemografin i spelet är små barn, har det förekommit fall av barn som spenderat stora summor pengar på Adopt Me!, inklusive en speciell incident där ett barn från Australien spenderade 8 000 AUD (56 470,84 SEK) på spelet.
När det sker en större uppdatering av spelet kan antalet spelare som spelar tredubblas, vilket kan orsaka störningar i hela plattformen på Roblox.

### Bedrägerier
På grund av de höga kostnaderna för husdjur i spelet, med vissa sällsynta husdjur som säljs för upp till 100 USD på webbplatser utanför plattformen, ett stort antal bedragare uppstått inom Adopt Me!. Eftersom den primära användarbasen för Adopt Me! är i genomsnitt yngre än resten av Roblox, är de särskilt mottagliga för att falla för bedrägerier. Ett av de vanligaste sätten på vilka bedragare utför sin verksamhet är genom "trust trades", där bedragaren manipulerar spelaren att lita på dem att byta ett sällsynt virtuellt föremål och lovar att ge tillbaka föremålet. Om bedragaren får ett värdeföremål kommer de antingen att lämna spelet med offrets virtuella föremål, och lämna offret utan möjlighet att få tillbaka det, eller blockera offret och fortsätta lura andra användare.
Den 5 november 2020, släppte Adopt Me! flera nya funktioner fokuserade på att bekämpa bedrägerier, inklusive införandet av "byteslicenser" som måste tjänas in innan man kan handla husdjur utöver ovanlig sällsynthet, mängden husdjur du kan byta, tillägget av synlig byteshistorik och tillägget av meddelanden till spelaren om spelet upptäcker ett markant orättvist byte.